# João de Noronha Camões de Albuquerque Sousa Moniz
D. João de Noronha Camões de Albuquerque Sousa Moniz (20 de abril de 1788 - Braga, 23 de junho de 1827) foi o 9.º Conde de Vila Verde e 6.º Marquês de Angeja. 11.º senhor das vilas de Angeja, Bemposta, e parte da do Pinheiro, por sucessão de juro e herdade; Conde de Vila Verde, por decreto de 14 de junho de 1804; par do reino por Carta Régia de 30 de abril de 1826, de que não chegou a tomar posse; gentil-Homem da câmara de el-rei D. João VI de Portugal; tenente general do exército, servindo de governador das armas da província do Minho, etc.
Sucedeu na casa de seu pai a 27 de dezembro de 1811, e nos títulos a seu irmão, ainda em vida de seu pai, e por decreto de 4 de junho de 1804 lhe foram confirmados, bem como o tratamento de Marquês parente.
Ficando em Portugal, D. João tomou parte na guerra da Península, onde se distinguiu nas batalhas do Buçaco e Albufeira, presente nos sítios de Ciudad Rodrigo e Badajoz. Antes de terminada a luta teve a promoção de general. Em 1820 foi nomeado governador das armas do reino do Algarve e depois das da província do Minho, onde estava quando rebentou a revolta absolutista de 1826. Abraçou a causa da liberdade, e combatendo as guerrilhas em Trás-os-Montes, conseguiu reunir-se na Lisboa com o conde de Vila Flor. Na ponte do Prado e na ponte da Barca derrotou as forças realistas em Fevereiro de 1827, e poucos meses depois faleceu em Braga.
Era grã-cruz das Ordens de São Bento de Avis e da Torre e Espada (antiga); condecorado com a medalha de quatro campanhas da guerra peninsular, e com as medalhas portuguesas pelas batalhas de Buçaco, a 27 de setembro de 1810, de Albuera a 16 de maio de 1811, assalto e sitio de Ciudad Rodrigo 7 a 9 de janeiro de 1812; condecorado com a medalha espanhola pela batalha de Albuera.

## Casamentos
Em 20 de julho de 1806 casou com D. Maria Antónia de Lencastre (morta em 1808), filha do 3º Marquês de Abrantes e 7º conde de Vila Nova de Portimão, sem posteridade. Casou em 4 de novembro de 1812 com D. Juliana da Câmara (morta em 1814 no Rio de Janeiro), filha de D. Luís Gonçalves da Câmara Coutinho Pereira de Sande, 11.º senhor das Ilhas Desertas, e 12.º morgado da Taipa, e D. Maria de Noronha, filha do 7º conde dos Arcos, tendo uma filha. Casou em 30 de janeiro de 1815 com D. Mariana Castelo Branco (morta em 1862), filha do 1º marquês de Belas, sem posteridade.
- 1 - Dona Maria do Carmo de Noronha Camões e Albuquerque (1813-1833 solteira), 7ª Marquesa de Angeja.